# 澳門駐布魯塞爾歐盟經濟貿易辦事處
澳門駐布魯塞爾歐盟經濟貿易辦事處（葡文縮寫：DECM (UE, Bruxelas)）是澳門唯一駐歐盟的辦事處，負責處理澳門特別行政區與歐盟及其機構間的經濟貿易關係及合作方面的工作。澳門駐歐盟經貿辦設於歐盟總部布魯塞爾，於2002年成立。

## 沿革
早在澳葡政府時代，澳門與歐盟已在1992年簽訂了貿易及合作協議。其後因澳門回歸，中葡聯合聯絡小組確認貿易及合作協議可在1999年澳門回歸中國後繼續生效。自澳門特別行政區在成立後，行政長官曾先後訪問葡萄牙、法國和比利時及與歐盟領導人會面，商討利用澳門獨有特色作進一步發展。為進一步鞏固澳門與歐盟的關係，澳門駐歐盟經濟貿易辦事處在2002年成立。

## 組織法例
- 第9/2007號行政法規（2007年4月23日《澳門特別行政區公報》）訂定澳門駐布魯塞爾歐盟經濟貿易辦事處的組織。
- 第126/2007號行政長官批示 （2007年5月7日《澳門特別行政區公報》）規定澳門駐布魯塞爾歐盟經濟貿易辦事處的機關組成。

## 職責
辦事處負責在澳門特別行政區與歐盟和相關機構的經貿關係與合作的工作上輔助行政長官。尤其負責：
- 致力使澳門與歐盟之間的關係更緊密；
- 致力向歐盟及其成員國在經貿領域內展示澳門；
- 確保維護澳門在歐盟之利益，並促進澳門與歐盟及其成員國之間的雙邊經濟關係；
- 跟進共同體在各方面涉及澳門利益之決策過程；
- 收集、處理並向行政長官提供所有對澳門具有意義的關於共同體機構的訊息；
- 跟進歐盟與澳門之間訂立的商貿協議和公約之管理；
- 跟進澳門與歐盟及其成員國之間按現有協議的規定進行合作之發展情況，並參與制訂和籌備與該等協議有關的項目；
- 按照行政長官為其定下之總指引，確保在歐盟及其機構，以及其成員國，維護澳門的其他利益，包括在旅遊業方面的利益。